# Naskh
Naskh (Arabisch: نسخ) is een technische term uit de Koranwetenschap met betrekking tot het afleiden van juridische voorschriften. Het betreft de intrekking (Ar. izalah) en vervanging (Ar. tabdil) door God van bepaalde ayat van de Koran. Eerder geopenbaarde ayat worden door latere openbaringen opgeheven of vervangen. Een boek uit de 11e eeuw spreekt van 239 ingetrokken passages. Auteurs in de 20e eeuw spreken over een aantal tussen de 10 en 15.
Het concept van intrekking en vervanging lost het probleem op van elkaar op het eerste gezicht tegensprekende passages in de Koran. In sommige gevallen heeft God eerder aan Mohammed geopenbaarde teksten 'doen vergeten', waarmee ze uit de Koran verwijderd zijn (ibtāl), in andere gevallen echter bleef de eerdere openbaring staan, maar werd de geldigheid vervangen door een later geopenbaarde, explicietere tekst (ibdāl). Dit is bijvoorbeeld het geval bij het verbod op wijn dat in den beginne niet verboden was, maar wel afkeurenswaardig.
Intrekking en vervanging is ook van toepassing op de soenna (waarbij dus een latere soenna een eerdere soenna vervangt) en in enkele gevallen kunnen Koranische voorschriften worden vervangen door de soenna (bijvoorbeeld in het geval van steniging van overspel door gehuwden; de Koran schrijft alleen geseling voor bij ongehuwden (Het Licht 2). Koranisten accepteren enkel de wetten uit de Koran (in de Koran wordt nooit steniging voorgeschreven).

## Naskh in de Koran
Verschillende ayat geven aan dat er gedeelten van de Koran door God gewist of vervangen worden:
Soera De Koe 106:
Welk teken Wij ook opheffen of doen vergeten, Wij komen met een betere of een daaraan gelijke. Weet gij niet, dat God macht heeft over alle dingen?
Soera De Bedevaart 52:
Nimmer zonden Wij een boodschapper of een profeet vóór u zonder dat de duivel hem, wanneer hij iets wenste, iets om volgens zijn wens voor te lezen had ingegeven. Doch God doet hetgeen satan inblaast te niet. Dan bevestigt God Zijn woorden. God is alwetend en alwijs.

## Soorten van naskh
Wetgeleerden verdelen de naskh onder in drie soorten:
- afschaffing van zowel de regel als de tekst,
- afschaffing van de tekst met behoud van de regel,
- afschaffing van de regel, maar niet van de tekst.[3]

De eerste soort afschaffing is volgens geleerden toegepast op een aya in soera De Partijscharen waar overspel door gehuwden middels steniging bestraft zou moeten worden. Echter is de steniging niet expliciet benoemd in deze soera. De derde soort is meerdere malen terug te vinden. Zo zou soera Het Berouw 9, het zwaardvers, (...doodt dan de afgodendienaren waar gij hen ook vindt en grijpt hen en belegert hen en loert op hen uit elke hinderlaag...) circa 124 ayat over godsdienstvrijheid afschaffen. Slechts weinigen accepteren deze tafsir. Velen gaan ervan uit dat het op de 15-jarige periode slaat waarin de net ontstane moslimgemeenschap werd bedreigd met uitroeiing.
Wellicht het duidelijkste voorbeeld is het verbod op dadelwijn (vaak geïnterpreteerd als alle soorten alcohol). Dit werd geleidelijk ingevoerd, terwijl de ayat bleven staan (in volgorde van openbaring):
Soera De Bijen 67:
En van de vruchten der dadelpalmen en wijnstokken maakt gij een bedwelmende drank en een goed voedsel. Voorwaar, daarin is een teken voor een volk dat zijn verstand gebruikt.
Soera De Koe 219:
Zij vragen u omtrent wijn en kansspel. Zeg: "In beide is grote zonde en ook enige nuttigheid voor de mensen, maar de zonde is groter dan het nut." (...)
Soera De Vrouwen 43:
O, gij die gelooft, komt niet tot de salat als gij dronken zijt; totdat gij weet wat gij zegt (...)
Soera De Tafel 90:
O gij die gelooft, de wijn, het kansspel en afgoden en toverpijlen zijn niet anders dan gruwelen van satans makelij. Vermijdt ze dus, opdat gij voorspoedig moogt zijn.